# Vígszínház

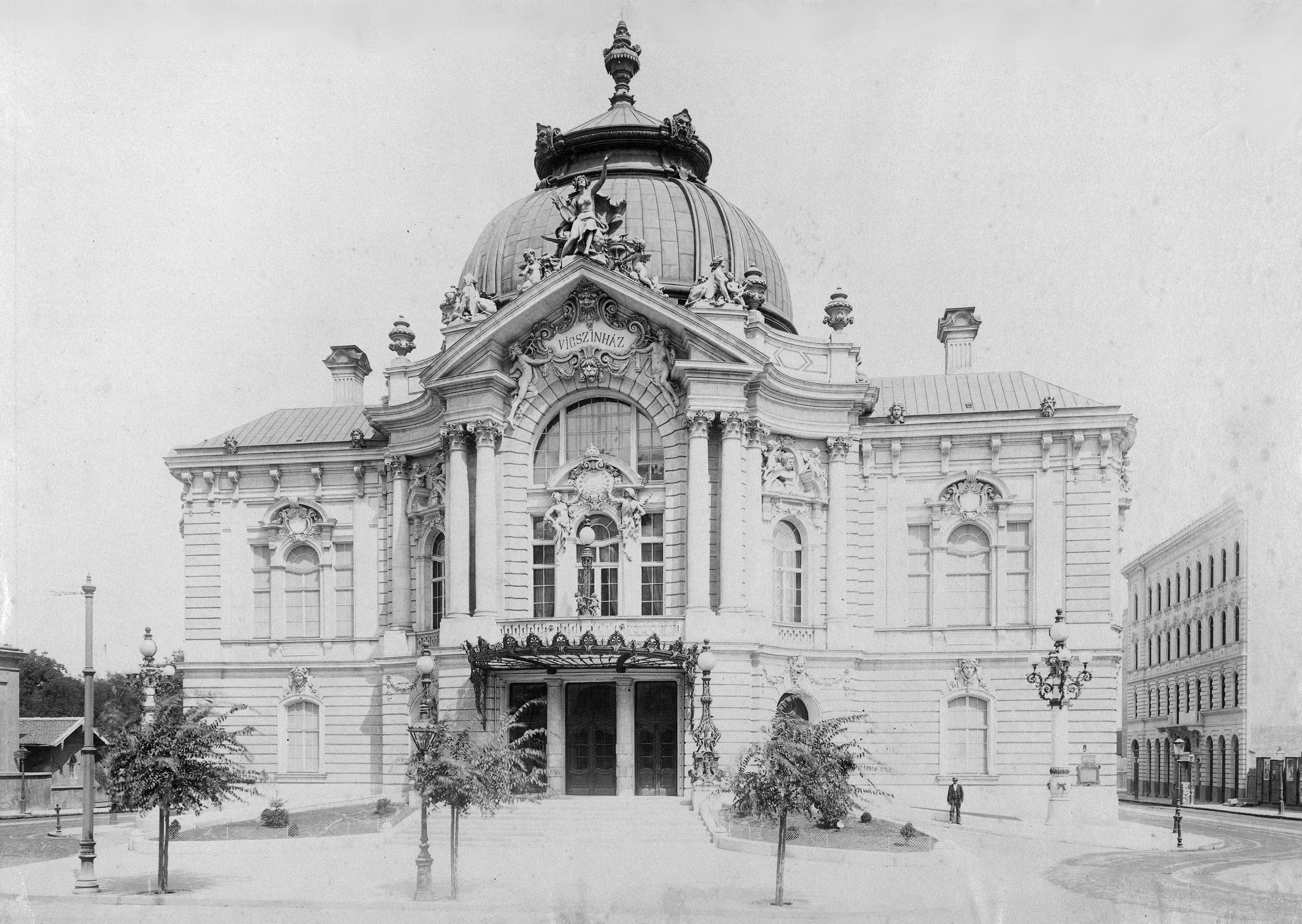
Klösz György: Vígszínház. A felvétel 1896 körül készült

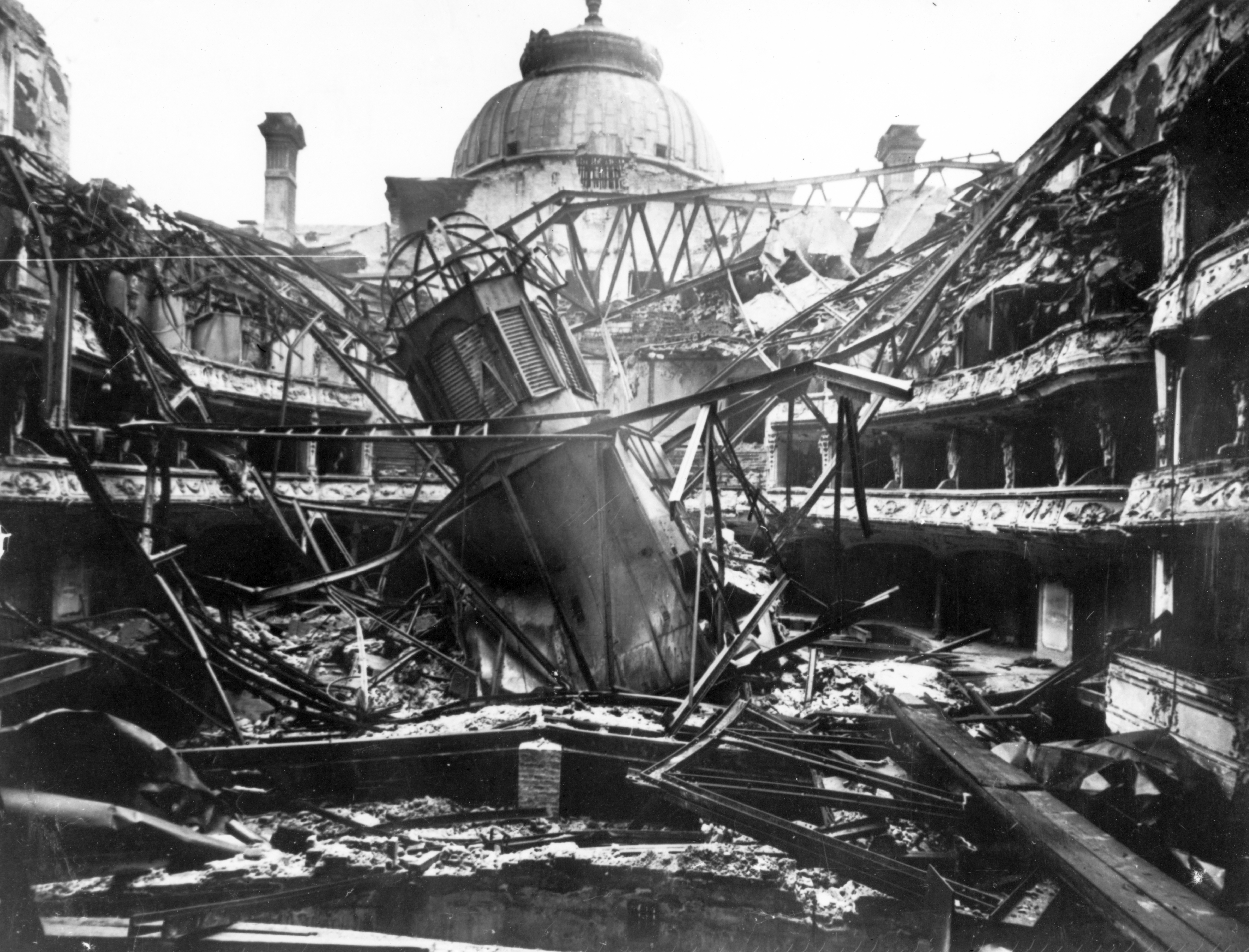
A bombatalálatot kapott színház 1945 januárjában

A Vígszínház a legnagyobb múltú, legnépszerűbb budapesti színházak egyike. Négy játszóhelye (a nagyszínpad, a Házi Színpad nevű stúdió, kamarája, a Pesti Színház és a 2024-ben nyílt Víg Szalon) összesen több mint 1700 ülőhellyel rendelkezik. A színház a modern magyar polgári dráma bölcsőjeként is ismert, híres szerzői voltak Heltai Jenő, Bródy Sándor, Szomory Dezső, Lengyel Menyhért, Szép Ernő, Hunyady Sándor, Herczeg Ferenc. A 21. században világszerte jellemző, hogy a nagyobb nézőterű színházak többsége elvesztette közönségének jó részét. A Vígszínház premierjei ezen tendencia ellenére sikeresek, előadásai szépszámú közönség előtt zajlanak. A színház Budapesten, a Szent István körút Újlipótváros felőli oldalán található.

## Története

### 1896–1945
1896. május 1-jén nyitott meg a főváros új színháza, Jókai Mórnak az eseményre írt, A Barangok, vagy a peoniai vojvoda című darabjával. A színház alapításának terve már évekkel előtte felvetődött, ennek köszönhetően alapították meg már 1894-ben a Vígszínház Rt.-t. Első igazgatója Ditrói Mór volt, aki Kolozsvárról érkezett Budapestre, hogy a magával hozott művészekkel együtt igazi modern együttest hozzon létre. Játszottak klasszikus darabokat, kortárs műveket, és sikerre vittek francia vígjátékokat is. 1897-ben elindította a Vígszínház színésziskoláját, ami 1903-ig működött, amikor is megalakult belőle a Országos Színészegyesület Színészképző Iskolája.
Az első világháború után a színház gazdasági helyzete megromlott. A korábban az intézményt létrehozó és fenntartó Faludi Gábor egy amerikai üzletembernek, Ben Blumenthalnak adta el a színházat (1920). A színház élére Roboz Imre került igazgatóként (1939-ig), művészeti igazgatóként pedig Jób Dániel. Utóbbi a Ditrói által megkezdett munkát hasonló igényességgel folytatta, miáltal neves színházi alkotók kerültek ki a Vígből, pl. Molnár Ferenc. Az amerikai tulajdonos az őt ért támadások következtében 1926-ban távozott. Ebben a korszakban tűntek fel olyan tehetséges fiatalok, mint Tolnay Klári, Dajka Margit vagy Mezey Mária. 1935-ben Pesti Színház néven új kamaraszínháza lett az intézménynek a Révay utcában.
Az 1939-es fajvédő törvények következtében Roboz Imre és Jób Dániel sem dolgozhatott tovább. Az igazgató székbe Harsányi Zsolt került, aki előbb Bókay Jánost, majd Hegedűs Tibort kérte fel dramaturg-igazgatónak. Harsányi korai halála (1943) után Hegedűs Tibor került az igazgatói székbe. Működése alatt a pincében üldözött színészeket bújtattak (pl. Várkonyi Zoltánt, a későbbi igazgatót).
1945. január 16-án bombatalálat érte az épületet. A tetőzete teljesen beszakadt. Miközben az év tavaszán még romokban állt, Jób Dániel elkezdte a társulat újraszervezését. Az első bemutató, ami májusban így a Rádius mozi (ma Thália Színház) színpadán zajlott le, Gorkij: Éjjeli menedékhely című műve volt.

#### A korszakban hazai vagy nemzetközi ősbemutatóként bemutatott fontosabb darabok
- Molnár Ferenc: Az ördög (1907), Liliom (1909), A testőr (1910), Farsang (1916), Az üvegcipő (1925), Egy, kettő, három (1929)
- Bródy Sándor: A tanítónő (1908)
- Kálmán Imre: Tatárjárás (1908), Zsuzsi kisasszony (1915)
- Lengyel Menyhért: Taifun (1909)
- Szomori Dezső: Györgyike drága gyermek (1912), Hermelin (1916)
- Heltai Jenő: Tündérlaki lányok (1914)
- Barta Lajos: Szerelem (1916)
- Anton Pavlovics Csehov: Ványa bácsi (1920), Három nővér (1922), Ivanov (1923), Cseresznyéskert (1924)
- Herczeg Ferenc: Kék róka (1917)
- Mikszáth Kálmán–Harsányi Zsolt: A Noszty fiú esete Tóth Marival (1926)
- Móricz Zsigmond: Úri muri (1928)
- Bertolt Brecht-Kurt Weill: Koldusopera (1930)
- Hunyady Sándor: Feketeszárú cseresznye (1930), Lovagias ügy (1935), A három sárkány (1935), Kártyázó asszonyok (1939)
- László Miklós: Illatszertár (1937)
- G. B. Shaw: Pygmalion (1914), Warrenné mestersége (1943)
- Luigi Pirandello: Hat szerep keres egy szerzőt (1943)
- Somogyi–Eisemann: Fekete Péter (1943), Mesebeszéd (1944)
- Thornton Wilder: A Mi kis városunk (1945)

#### A korszakban a színházban játszó művészek
Varsányi Irén, Makay Margit, Gombaszögi Frida, Hegedűs Gyula, Szerémy Zoltán, Törzs Jenő, Mály Gerő, Somló István, Rajnai Gábor, Lázár Mária, Csortos Gyula, Somlay Artúr, Darvas Lili, Gaál Franciska, Dénes György, Gárdonyi Lajos, Kende Paula, Makláry Zoltán, Hajmássy Miklós, Ladomerszky Margit, Vértess Lajos, Dajka Margit, Kovács Károly, Peti Sándor, Ráday Imre, Békássy István, Jávor Pál, Sulyok Mária, Ajtai Andor, Karády Katalin, Tolnay Klári, Perczel Zita.

### 1945–1989
1951 és 1961 között – amikor a Magyar Néphadsereg Színháza néven működött – öt igazgatója volt Ladányi Ferenc, Horváth Ferenc, Goda Gábor, Somló István és Magyar Bálint személyében. 1961-ben visszakapta a Vígszínház nevet, és ettől az évtől a híres Várkonyi Zoltán lett a színház igazgató-főrendezője. 1967. szeptember 30-án nyílt meg a Vígszínház kamaraszínháza, az 560 személyes Pesti Színház, a Váci utcában. A színházat Gogol: Egy őrült naplója című művének Sylvie Luneau és Roger Coggie által dramatizált darabjával nyitották meg, Horvai István rendezésében, Darvas Ivánnal a címszerepben.
A teátrum az 1970–es és 1980-as évtizedekben kortárs külföldi és magyar ősbemutatók mellett a következő eredeti magyar musicalekkel vonzott magához új közönségrétegeket: Képzelt riport egy amerikai popfesztiválról; Harmincéves vagyok; Jó estét nyár, jó estét szerelem!; Kőműves Kelemen, majd a 2024-ben is telt házakat vonzó A padlás című népszerű mesemusical. A vígszínházi siker-repertoár másik meghatározó darabja a Játszd újra, Sam! volt, amely több mint 40 éve folyamatosan műsoron van.
1981. április 23-án adták át a Házi Színpad nevű játszóteret, ahol a kortárs drámaírók: Enda Walsh, Martin McDonagh, Vaszilij Szigarjev, Kárpáti Péter, Esterházy Péter színdarabjait mutatták be. A nyitódarab Franz Xaver Kroetz: Vadászat című darabja volt, melyet Marton László rendezett, a főbb szerepeket pedig Mádi Szabó Gábor, Pap Éva, Pap Vera és Gáspár Sándor alakították.

#### A korszakban hazai vagy nemzetközi ősbemutatóként bemutatott fontosabb darabok
- Friedrich Dürrenmatt: Az öreg hölgy látogatása (1959), A fizikusok (1965)
- Tennessee Williams: Orfeusz alászáll (1961), Macska a forró bádogtetőn (1967)
- Milan Kundera: Zárt ajtók mögött (1965)
- Arthur Miller: Közjáték Vichyben (1965), Alku (1969)
- Nyikolaj Vasziljevics Gogol – Roger Coggio – Sylvie Luneau: Egy őrült naplója (1967)
- Neil Simon: Furcsa pár (1968)
- George Bernard Shaw: A hős és a csokoládékatona (1970)
- Szakonyi Károly: Adáshiba (1970)
- Gyurkovics Tibor: Az öreg (1970), Nagyvizit (1972), Fekvőtámasz (1987)
- Eugene O’Neill: Eljő a jeges (1971)
- Örkény István: Macskajáték (1972), A holtak hallgatása (1973), Vérrokonok (1974), Pisti a vérzivatarban (1979), Forgatókönyv (1982)
- Presser Gábor: Képzelt riport egy amerikai popfesztiválról (1973), Jó estét nyár, jó estét szerelem (1977), A padlás (1988)
- Csurka István: Eredeti helyszín (1976), Versenynap (1977), Házmestersirató (1978), Deficit (1979)
- Ken Kesey – Dale Wasserman: Kakukkfészek (1977)
- Witold Gombrowicz: Operett (1978)
- Peter Shaffer: Equus (1980), Amadeus (1982)
- Ivánka Csaba – Szörényi Levente – Bródy János: Kőműves Kelemen (1982)
- Woody Allen: Játszd újra, Sam! (1983)
- Weöres Sándor: A kétfejű fenevad (1984)
- Nádas Péter: Találkozás (1985)
- Pataki Éva: Edith és Marlene (1986)
- Kornis Mihály: Körmagyar (1989)

#### A korszakban a színházban játszó művészek
Páger Antal, Bilicsi Tivadar, Sulyok Mária, Deák Sándor, Szatmári István, Koncz Gábor, Bulla Elma, Várkonyi Zoltán, Gobbi Hilda, Pethes Sándor, Latinovits Zoltán, Ruttkai Éva, Tábori Nóra, Darvas Iván, Kozák László, Bárdy György, Tomanek Nándor, Csákányi László, Farkas Antal, Bánki Zsuzsa, Miklósy György, Szatmári Liza, Bitskey Tibor, Tanai Bella, Schubert Éva, Földi Teri, Harkányi Endre, Garas Dezső, Tordy Géza, Pap Éva, Halász Judit, Szegedi Erika, Szilágyi Tibor, Balázs Péter, Tahi Tóth László, Szombathy Gyula, Venczel Vera, Lukács Sándor, Bánsági Ildikó, Kern András, Reviczky Gábor, Kútvölgyi Erzsébet, Hegedűs D. Géza, Gálffi László, Pap Vera, Hernádi Judit, Igó Éva, Szarvas József, Pápai Erika, Rudolf Péter, Kaszás Attila, Eszenyi Enikő

### 1989–
1990. május 9-én Károly herceg és felesége Diána nézőként meglátogatta a színházat, ahol Shakespeare: Lear király című darabját tekintették meg.
1993 – 1994 között teljes körű rekonstrukciót kapott az épület. A művészek a Vígszínházi búcsú című előadással hagyták el az épületet. A munkálatok ideje alatt a társulat a Nyugati pályaudvar Podmaniczky utca felöli oldalán, a mai Eiffel tér helyén ideiglenesen felállított sátorban játszott. A felújított épületet 1994. október 22-én, ünnepélyes keretek között adták át Békés Pál: Össztánc című darabjának díszbemutatójával.
A felújított Házi Színpadot 1995. április 28-án nyitották meg az Alföldi Róbert által rendezett Trisztán és Izolda című darabbal, amelynek címszerepeit Kálid Artúr és Murányi Tünde játszották. Ez volt Alföldi első rendezése.
A színház folytatta az eredeti magyar zenés darabok bemutatását. 1996. január 18-án mutatták be A dzsungel könyve című musicalt, melynek szövegét Békés Pál, zenéjét Dés László, dalszövegeit pedig Geszti Péter írták. A bemutató hatalmas sikert aratott, mely napjainkig töretlen sikerrel szerepel a színház repertoárján. A másik nagy sikerű zenés darab a Molnár Ferenc regénye alapján készült A Pál utcai fiúk című darab volt, melynek szövegét Grecsó Krisztián írta, a zenét és a dalszövegeket pedig (hasonlóan A dzsungel könyvéhez) Dés és Geszti. A 2016. november 5-én bemutatott darab nagy sikert aratott, népszerűsége a mai napig töretlen, a színház folyamatosan játssza.
1979-ben – Várkonyi Zoltán halála után – Horvai István lett az igazgató, akit 1985-ben Marton László követett. Az ő utódaként pedig – 2009. február 1-jétől – Eszenyi Enikő lett a társulat vezetője, akinek megbízatása 2020. június 30-áig szólt. 2020 márciusában Rudolf Pétert bízták meg az intézmény vezetésével 2021. december 31-ig, majd 2021 augusztusában öt éves állandó kinevezést kapott.
2024. szeptember 3-án, a júliusban elhunyt Király Levente helyére Hegedűs D. Gézát választották maguk közé a Nemzet Színészei, ezzel ő lett a Vígszínház első művésze, aki megkapta a Nemzet Színésze címet.

#### A korszakban hazai vagy nemzetközi ősbemutatóként bemutatott fontosabb darabok

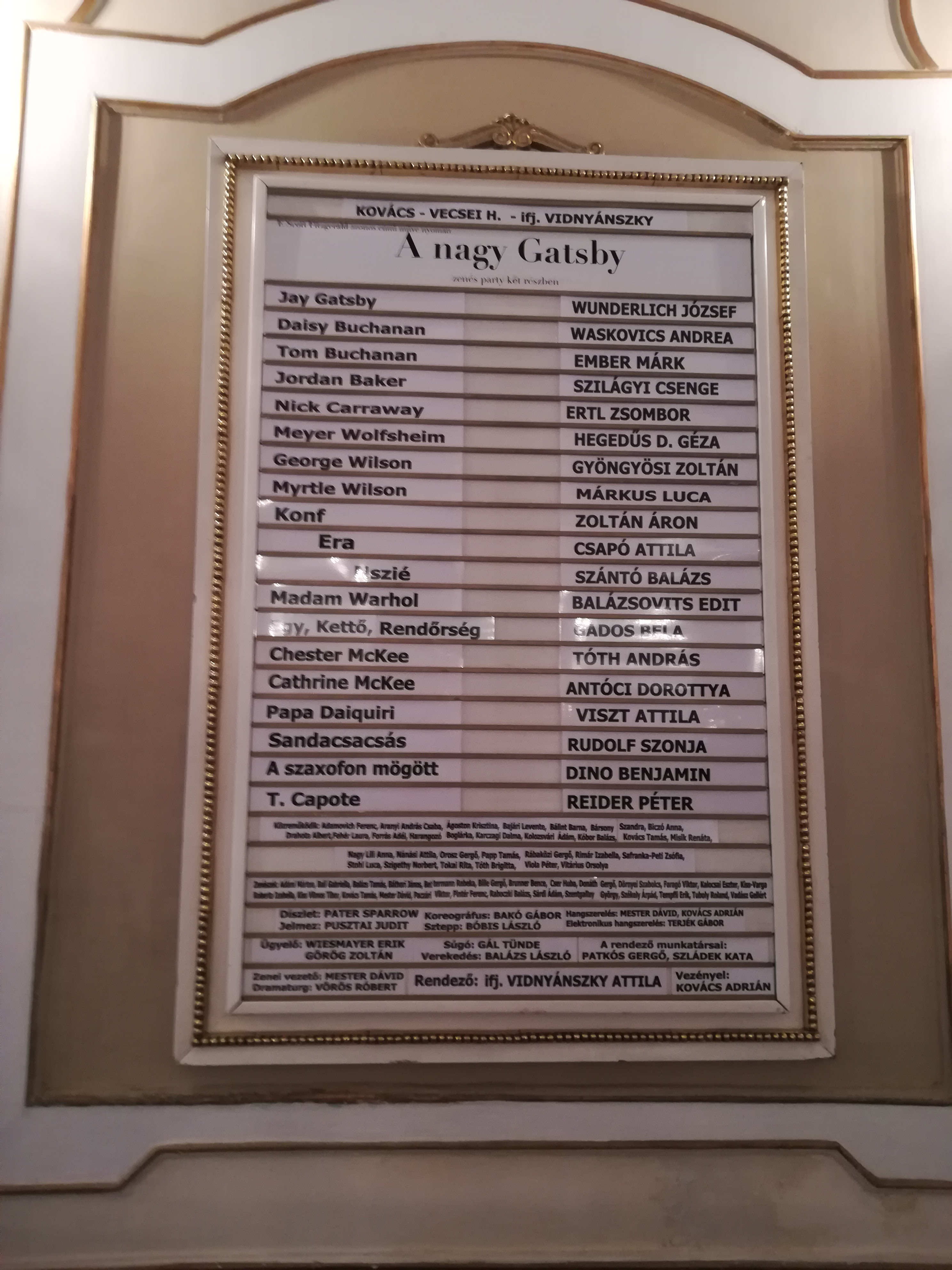
Az "A nagy Gatsby" című előadás színlapja

- Presser Gábor-Sztevanovity Dusán-Horváth Péter: A padlás (1988)
- Kárpáti Péter: Az út végén a folyó (1990), Országalma (1995), Pájinkás János (2002)
- Arthur Schnitzler: A Bernhardi-ügy (1991)
- Ingmar Bergman: Jelenetek egy házasságból (1992)
- Füst Milán: A néma barát (1993)
- Tony Kushner: Angyalok Amerikában (1993)
- Békés Pál: Össztánc (1994)
- Dés László – Geszti Péter – Békés Pál: A dzsungel könyve (1996)
- Esterházy Péter: Búcsúszimfónia (1996), Rubens és a nemeuklideszi asszonyok (2008)
- Spiró György: Dobardan (1996), Elsötétítés (2002), Príma környék (2012)
- Martin McDonagh: Leenane szépe (1997), Alhangya (2002), Vaknyugat (2004)
- Michael Tremblay: Sógornők (1997)
- Marius von Mayenburg: Haarmann (2006), A kő (2021)
- David Eldridge: Az ünnep (2006)
- Tracy Letts: Augusztus Oklahomában (2009)
- Bartis Attila: Romlás (2009), Rendezés (2017)
- Hadar Galron: Mikve (2010)
- Yasmina Reza: Az öldöklés istene (2011)
- Elfriede Jelinek: Téli utazás (2014)
- Dés László – Geszti Péter – Grecsó Krisztián: A Pál utcai fiúk (2016)
- Vecsei H. Miklós – Vörös Róbert – Eszenyi Enikő: A diktátor (2018)
- Kovács Adrián-Vecsei H. Miklós-ifj. Vidnyánszky Attila: A nagy Gatsby (2019)[14]
- Franz Kafka: A kastély (2022)

#### A korszakban a színházban játszó művészek
Szabó Imre, Tolnay Klári, Benkő Gyula, Bajka Pál, Bicskey Károly, Kenderesi Tibor, Pándy Lajos, Palócz László, Hetés György, Bárdy György, Farkas Antal, Bánki Zsuzsa, Mádi Szabó Gábor, Gyimesi Pálma, Barta Mária, Miklósy György, Kovács Mária, Tábori Nóra, Szatmári Liza, Földi Teri, Fonyó József, Harkányi Endre, Garas Dezső, Hetényi Pál, Halász Judit, Kertész Péter, Rajhona Ádám, Dengyel Iván, Tahi Tóth László, Szombathy Gyula, Venczel Vera, Benedek Miklós, Lukács Sándor, Kern András, Reviczky Gábor, Kútvölgyi Erzsébet, Hegedűs D. Géza, Gados Béla, Udvaros Dorottya, Kovács Nóra, Gáspár Sándor, Pap Vera, Igó Éva, Borbiczki Ferenc, Hirtling István, Szarvas József, Rudolf Péter, Pápai Erika, Kőszegi Ákos, Kaszás Attila, Eszenyi Enikő, Alföldi Róbert,  Nagy Mari, Méhes László, Hullan Zsuzsa, Kerekes József, Seress Zoltán, Hegyi Barbara, Nagy-Kálózy Eszter, Stohl András, Börcsök Enikő, Hevér Gábor,

## Igazgatói
|                   | Ditrói Mór (1896–1916)                                                        |
| - Tölts fel képet | Roboz Imre (1921–1939) és Jób Dániel (1921–1938) – művészeti igazgató         |
|                   | Harsányi Zsolt (1938–1943)                                                    |
|                   | Hegedűs Tibor (1943–1944)                                                     |
|                   | Jób Dániel (1945–1948)                                                        |
|                   | Tolnai Klári (1948–1949), Somló István (1948–1949) és Benkő Gyula (1948–1949) |
|                   | Horváth Ferenc (1951–1953)                                                    |
|                   | Ladányi Ferenc (1953–1955)                                                    |
|                   | Magyar Bálint (1955–1958)                                                     |
|                   | Goda Gábor (1958–1959)                                                        |
|                   | Somló István (1959–1962)                                                      |
| - Tölts fel képet | Lenkei Lajos (1962–1971)                                                      |
|                   | Várkonyi Zoltán (1971–1979)                                                   |
|                   | Horvai István (1979–1985)                                                     |
|                   | Marton László (1985–2009)                                                     |
|                   | Eszenyi Enikő (2009–2020)                                                     |
|                   | Rudolf Péter (2020–)                                                          |

## Társulat (2025/2026)

### A színház vezetése
- Igazgató: Rudolf Péter
- Gazdasági igazgató: Pánczél Sándor
- Produkciós igazgató: Sánta György
- Zenei vezető: Presser Gábor
- Művészeti tanácsadó: Valló Péter

### Társulati tagok
- Balázsovits Edit
- Bölkény Balázs
- Borbiczki Ferenc
- Csapó Attila
- Ertl Zsombor
- Fesztbaum Béla
- Gados Béla
- Gyöngyösi Zoltán
- Halász Judit
- Hegedűs D. Géza
- Hegyi Barbara
- Hirtling István
- Horváth Szabolcs
- Hullan Zsuzsa
- Igó Éva
- Karácsonyi Zoltán
- Kern András
- Kőszegi Ákos
- Kovács Patrícia
- Kovács Tamás
- Kútvölgyi Erzsébet
- Lukács Sándor
- Majsai-Nyilas Tünde
- Márkus Luca
- Medveczky Balázs
- Méhes László
- Nagy-Kálózy Eszter
- Orosz Ákos
- Ötvös András
- Petrik Andrea
- Radnay Csilla
- Sághy Tamás
- Seress Zoltán
- Szántó Balázs
- Szász Júlia
- Szilágyi Csenge
- Tar Renáta
- Telekes Péter
- Varga-Járó Sára
- Ifj. Vidnyánszky Attila (művészeti tanácsadó)
- Waskovics Andrea
- Wunderlich József
- Zoltán Áron

### Egyetemi hallgatók
- László Rebeka
- Laczkó Bálint
- Rigó Mária
- Steenhuis Raul

## Évadok
- 2017/2018-as évad
- 2018/2019-es évad

## Bemutatók
|           | Szerző                                                                             | Darab                                                      | Rendező                 | Helyszín      |
| --------- | ---------------------------------------------------------------------------------- | ---------------------------------------------------------- | ----------------------- | ------------- |
| 2008/2009 | Tracy Letts                                                                        | Augusztus Oklahomában                                      | Eszenyi Enikő           | Vígszínház    |
| 2008/2009 | Stendhal                                                                           | Vörös és fekete                                            | Szikora János           | Vígszínház    |
| 2008/2009 | Heltai Jenő                                                                        | A tündérlaki lányok                                        | Valló Péter             | Vígszínház    |
| 2008/2009 | Carlo Goldoni                                                                      | Chioggiai csetepaté                                        | Forgács Péter           | Pesti Színház |
| 2008/2009 | Heinrich Böll                                                                      | Katharina Blum elvesztett tisztessége                      | Hegedűs D. Géza         | Pesti Színház |
| 2008/2009 | Ebherhard Streul—Parti Nagy Lajos                                                  | A kellékes                                                 | Ilan Eldad              | Pesti Színház |
| 2008/2009 | Thomas Stearns Eliot, John Updike, Petri György, Krasznahorkai László, Franz Kafka | Ti.Esz.I. avagy egy három napos vízihulla csodálatos élete |                         | Házi színpad  |
| 2008/2009 | Carlos Murillo                                                                     | Dark Play                                                  | Forgács Péter           | Házi színpad  |
| 2009/2010 | Joseph Stein—Jerry Bock—Sheldon Harnick                                            | Hegedűs a háztetőn                                         | Eszenyi Enikő           | Vígszínház    |
| 2009/2010 | Wolfgang Amadeus Mozart                                                            | A varázsfuvola                                             | Marton László           | Vígszínház    |
| 2009/2010 | Molnár Ferenc                                                                      | Játék a kastélyban                                         | Marton László           | Vígszínház    |
| 2009/2010 | William Shakespeare                                                                | Othello                                                    | Eszenyi Enikő           | Vígszínház    |
| 2009/2010 | Pedro Almodóvar – Samuel Adamson                                                   | Mindent anyámról                                           | Kamondi Zoltán          | Pesti Színház |
| 2009/2010 | Molnár Ferenc                                                                      | Egy, kettő, három – Az ibolya                              | Szabó Máté              | Pesti Színház |
| 2009/2010 | Stedron—Malkova—Tosovsky                                                           | A nő vágya                                                 | Lucie Malkova           | Pesti Színház |
| 2009/2010 | Bartis Attila                                                                      | Romlás                                                     | Szikora János           | Házi színpad  |
| 2010/2011 | William Shakespeare                                                                | Rómeó és Júlia                                             | Eszenyi Enikő           | Vígszínház    |
| 2010/2011 | Yasmina Reza                                                                       | Az öldöklés istene                                         | Kamondi Zoltán          | Vígszínház    |
| 2010/2011 | Szőcs Artur—Deres Péter és a társulat                                              | Period...                                                  | Szőcs Artur             | Vígszínház    |
| 2010/2011 | Anton Pavlovics Csehov                                                             | Ványa bácsi                                                | Marton László           | Vígszínház    |
| 2010/2011 | Henry Fielding—David Rogers                                                        | Tom Jones                                                  | Bezerédi Zoltán         | Pesti Színház |
| 2010/2011 | Presser Gábor—Varró Dániel—Teslár Ákos                                             | Túl a Maszat-hegyen                                        | Néder Panni             | Pesti Színház |
| 2010/2011 | Hadar Galron                                                                       | Mikve                                                      | Michal Dočekal          | Pesti Színház |
| 2010/2011 | Szepes Mária                                                                       | A vörös oroszlán                                           | Bodor Böbe              | Házi színpad  |
| 2010/2011 | Erdős Virág                                                                        | Kalocsa                                                    | Néder Panni             | Házi színpad  |
| 2011/2012 | Horace McCoy                                                                       | A lovakat lelövik, ugye?                                   | Eszenyi Enikő           | Vígszínház    |
| 2011/2012 | William Shakespeare                                                                | Makrancos Kata                                             | Gothár Péter            | Vígszínház    |
| 2011/2012 | Jürgen Hofmann—Lengyel Menyhért                                                    | Lenni vagy nem lenni                                       | Marton László           | Vígszínház    |
| 2011/2012 | Molnár Ferenc                                                                      | Monokli                                                    | Fesztbaum Béla          | Pesti Színház |
| 2011/2012 | Thomas Bernhard                                                                    | A színházcsináló                                           | Csizmadia Tibor         | Pesti Színház |
| 2011/2012 | Nina Raine                                                                         | Billy világa                                               | Szőcs Artur             | Pesti Színház |
| 2011/2012 | Simon Stephens                                                                     | Punk Rock                                                  | Eszenyi Enikő           | Pesti Színház |
| 2011/2012 | Albert Camus                                                                       | A pestis                                                   | Dömötör András          | Házi színpad  |
| 2011/2012 | Vörösmarty Mihály                                                                  | Csongor és Tünde                                           | Puskás Zoltán           | Házi színpad  |
| 2012/2013 | Hanoch Levin                                                                       | Átutazók                                                   | Eszenyi Enikő           | Vígszínház    |
| 2012/2013 | Darvas — Varró — Hamvai                                                            | A zöld kilences                                            | Ascher Tamás            | Vígszínház    |
| 2012/2013 | Bertolt Brecht                                                                     | Jóembert keresünk                                          | Michal Dočekal          | Vígszínház    |
| 2012/2013 | Kern András                                                                        | Pesten születtem                                           | Fesztbaum Béla          | Vígszínház    |
| 2012/2013 | Plautus                                                                            | A hetvenkedő katona                                        | Szőcs Artur             | Pesti Színház |
| 2012/2013 | David Ives                                                                         | Vénusz nercben                                             | Marton László           | Pesti Színház |
| 2012/2013 | Spiró György                                                                       | Príma környék                                              | Marton László           | Pesti Színház |
| 2012/2013 | Esterházy Péter                                                                    | Csokonai Lili – Tizenhét hattyúk                           | Sopsits Árpád           | Házi színpad  |
| 2013/2014 | Heltai Jenő                                                                        | Lumpáciusz Vagabundusz                                     | Eszenyi Enikő           | Vígszínház    |
| 2013/2014 | Nyikolaj Vasziljevics Gogol                                                        | A revizor                                                  | Bodó Viktor             | Vígszínház    |
| 2013/2014 | Klaus Mann                                                                         | Mephisto                                                   | Alföldi Róbert          | Vígszínház    |
| 2013/2014 | Georg Büchner                                                                      | Danton halála                                              | Alföldi Róbert          | Vígszínház    |
| 2013/2014 | Presser—Adamis—Déry—Pós                                                            | Popfesztivál 40                                            | Eszenyi Enikő           | Vígszínház    |
| 2013/2014 | Arany János                                                                        | Toldi                                                      | Paczolay Béla           | Pesti Színház |
| 2013/2014 | Szép Ernő                                                                          | Vőlegény                                                   | Forgács Péter           | Pesti Színház |
| 2013/2014 | William Shakespeare                                                                | Vízkereszt, vagy amit akartok                              | Marton László           | Pesti Színház |
| 2013/2014 | Sütő András                                                                        | Az álomkommandó                                            | Szász János             | Pesti Színház |
| 2013/2014 | Michel Tremblay                                                                    | Sógornők                                                   | Hegedűs D. Géza         | Pesti Színház |
| 2013/2014 | Elfriede Jelinek                                                                   | Téli utazás                                                | Zsótér Sándor           | Házi színpad  |
| 2014/2015 | Kurt Weill—Bertolt Brecht                                                          | Koldusopera                                                | Bodó Viktor             | Vígszínház    |
| 2014/2015 | William Shakespeare                                                                | Julius Caesar                                              | Alföldi Róbert          | Vígszínház    |
| 2014/2015 | Jaroslav Hasek—Karl Kraus                                                          | 1914                                                       | Robert Wilson           | Vígszínház    |
| 2014/2015 | Mihail Bulgakov                                                                    | A Mester és Margarita                                      | Michal Dočekal          | Vígszínház    |
| 2014/2015 |                                                                                    | Ha majd egyszer mindenki visszajön...                      | Eszenyi Enikő           | Vígszínház    |
| 2014/2015 | Molnár Ferenc                                                                      | A testőr                                                   | Valló Péter             | Pesti Színház |
| 2014/2015 | Carlo Goldoni                                                                      | Két úr szolgája                                            | Gothár Péter            | Pesti Színház |
| 2014/2015 | Spiró György                                                                       | Kvartett                                                   | Marton László           | Pesti Színház |
| 2014/2015 | David Eldridge                                                                     | Az ünnep                                                   | Eszenyi Enikő           | Pesti Színház |
| 2014/2015 | Polcz Alaine                                                                       | Asszony a fronton                                          | Székely Kriszta         | Házi színpad  |
| 2014/2015 | Heather Raffo                                                                      | Fátyol nélkül                                              | Mátyássy Áron           | Házi színpad  |
| 2015/2016 | Mike Bartlett                                                                      | Földrengés Londonban                                       | Eszenyi Enikő           | Vígszínház    |
| 2015/2016 | Arthur Miller                                                                      | Istenítélet (A salemi boszorkányok)                        | Mohácsi János           | Vígszínház    |
| 2015/2016 | L. Frank Baum—Harold Arlen—E. Y. Harburg                                           | Óz, a csodák csodája                                       | Marton László           | Vígszínház    |
| 2015/2016 | Békés Pál                                                                          | Össztánc                                                   | Marton László           | Vígszínház    |
| 2015/2016 | William Shakespeare                                                                | A velencei kalmár                                          | Valló Péter             | Pesti Színház |
| 2015/2016 | Friedrich Schiller                                                                 | Haramiák                                                   | Kovács D. Dániel        | Pesti Színház |
| 2015/2016 | Nádas Péter—Vidovszky László                                                       | Találkozás                                                 | Eszenyi Enikő           | Pesti Színház |
| 2015/2016 | Fejes Endre—Presser Gábor                                                          | Jó estét nyár, jó estét szerelem                           | Szász János             | Pesti Színház |
| 2015/2016 | Gérecz Attila                                                                      | A szökés                                                   | Csuja László            | Házi színpad  |
| 2016/2017 | William Shakespeare                                                                | Szentivánéji álom                                          | Kovács D. Dániel        | Vígszínház    |
| 2016/2017 | Molnár Ferenc                                                                      | A Pál utcai fiúk                                           | Marton László           | Vígszínház    |
| 2016/2017 | Fjodor Mihajlovics Dosztojevszkij                                                  | Bűn és bűnhődés                                            | Michal Dočekal          | Vígszínház    |
| 2016/2017 | Woody Allen                                                                        | Szentivánéji szexkomédia                                   | Alekszandr Bargman      | Pesti Színház |
| 2016/2017 | Molière—Bertolt Brecht                                                             | Don Juan                                                   | Kovács D. Dániel        | Pesti Színház |
| 2016/2017 | Peter Morgan                                                                       | Audiencia                                                  | Valló Péter             | Pesti Színház |
| 2016/2017 | Simon Stephens                                                                     | Távoli dal                                                 | Szabó István            | Házi színpad  |
| 2016/2017 | Bartis Attila                                                                      | Rendezés                                                   | Szikszai Rémusz         | Házi színpad  |
| 2016/2017 | Kincses Réka                                                                       | A Pantheszileia Program                                    | Kincses Réka            | Házi színpad  |
| 2016/2017 | Márai Sándor                                                                       | Hallgatni akartam                                          | Marton László           | Házi színpad  |
| 2017/2018 | Georges Feydeau és Maurice Desvallières                                            | Egy éj a Paradicsomban                                     | Michal Dočekal          | Vígszínház    |
| 2017/2018 | Lev Tolsztoj                                                                       | Háború és béke                                             | Alekszandr Bargman      | Vígszínház    |
| 2017/2018 | William Shakespeare                                                                | Hamlet                                                     | Eszenyi Enikő           | Vígszínház    |
| 2017/2018 | Vecsei H. Miklós                                                                   | Kinek az ég alatt már senkije sincsen                      | Vidnyánszky Attila      | Pesti Színház |
| 2017/2018 | F. M. Dosztojevszkij                                                               | A félkegyelmű                                              | Vidnyánszky Attila      | Pesti Színház |
| 2017/2018 | József Attila                                                                      | Mondjad, Atikám!                                           | Vecsei H. Miklós        | Pesti Színház |
| 2017/2018 | William Shakespeare                                                                | Lóvátett lovagok                                           | Rudolf Péter            | Pesti Színház |
| 2017/2018 | Dragomán György                                                                    | Máglya                                                     | Armin Petras            | Házi színpad  |
| 2018/2019 | John Cassavetes                                                                    | Premier                                                    | Martin Čičvák           | Vígszínház    |
| 2018/2019 | Molnár Ferenc                                                                      | Liliom                                                     | Vidnyánszky Attila      | Vígszínház    |
| 2018/2019 | Charlie Chaplin                                                                    | A diktátor                                                 | Eszenyi Enikő           | Vígszínház    |
| 2018/2019 | Bertolt Brecht                                                                     | Baal                                                       | Horváth Csaba           | Pesti Színház |
| 2018/2019 | Henrik Ibsen                                                                       | John Gabriel Borkman                                       | Valló Péter             | Pesti Színház |
| 2018/2019 | Mihail Bulgakov                                                                    | Bíborsziget                                                | Hegedűs D. Géza         | Pesti Színház |
| 2018/2019 | Kertész Imre                                                                       | Kaddis a meg nem született gyermekekért                    | Vörös Róbert            | Házi színpad  |
| 2018/2019 | Majgull Axelsson                                                                   | Nem vagyok Miriam                                          | Kincses Réka            | Házi színpad  |
| 2018/2019 | Kornis Mihály                                                                      | Kádárné balladája                                          | Telihay Péter           | Házi színpad  |
| 2018/2019 | Fábián Péter – Benkó Bence – Király Dániel                                         | Kozmikus magány                                            | Király Dániel           | Házi színpad  |
| 2018/2019 | Pass Andrea                                                                        | A Vándorkutya                                              | Pass Andrea             | Házi színpad  |
| 2019/2020 | Molnár Ferenc                                                                      | A doktor úr                                                | Zsótér Sándor           | Vígszínház    |
| 2019/2020 | Szirmai Albert-Bakonyi Károly-Gábor Andor                                          | Mágnás Miska                                               | Eszenyi Enikő           | Vígszínház    |
| 2019/2020 | F. Scott Fitzgerald-Kovács Adrián-Vecsei H. Miklós-ifj. Vidnyánszky Attila         | A nagy Gatsby                                              | Vidnyánszky Attila      | Vígszínház    |
| 2019/2020 | J. M. Synge                                                                        | A nyugat császára                                          | Rudolf Péter            | Pesti Színház |
| 2019/2020 | William Shakespeare                                                                | II. Richárd                                                | Tompa Gábor             | Pesti Színház |
| 2019/2020 | Lev Tolsztoj                                                                       | Anna Karenina                                              | Roman Polák             | Pesti Színház |
| 2019/2020 | "Éltem egyszer én"                                                                 |                                                            |                         |               |
| 2020/2021 | Friedrich Dürrenmatt                                                               | Az öreg hölgy látogatása                                   | Rudolf Péter            | Vígszínház    |
| 2020/2021 | Florian Zeller                                                                     | Az apa                                                     | Valló Péter             | Pesti Színház |
| 2021/2022 | Anton Pavlovics Csehov                                                             | Sirály                                                     | David Doiasvili         | Pesti Színház |
| 2021/2022 | Masteroff – Kander – Ebb                                                           | Kabaré                                                     | Béres Attila            | Vígszínház    |
| 2021/2022 | Jacques Prévert-Kovács Adrián-Vecsei H. Miklós-ifj. Vidnyánszky Attila             | Szerelmek városa                                           | Vidnyánszky Attila      | Vígszínház    |
| 2021/2022 | Sally Potter                                                                       | Party                                                      | Paczolay Béla           | Pesti Színház |
| 2021/2022 | Yasmina Reza                                                                       | Bella Figura                                               | Török Ferenc            | Pesti Színház |
| 2021/2022 | Marius von Mayenburg                                                               | A kő                                                       | Michal Dočekal          | Pesti Színház |
| 2021/2022 | Durica Katarina                                                                    | A rendes lányok csendben sírnak                            | Paczolay Béla           | Házi színpad  |
| 2021/2022 |                                                                                    | Csáth és démonai                                           |                         | Házi színpad  |
| 2022/2023 | Mary Chase                                                                         | Barátom, Harvey                                            | Valló Péter             | Vígszínház    |
| 2022/2023 | Franz Kafka                                                                        | A kastély                                                  | Bodó Viktor             | Vígszínház    |
| 2022/2023 | William Shakespeare                                                                | Szeget szeggel                                             | Rudolf Péter            | Vígszínház    |
| 2022/2023 | Nick Payne                                                                         | Inkognitó                                                  | Szőcs Artur             | Pesti Színház |
| 2022/2023 | Hubay Miklós – Vas István – Ránki György                                           | Egy szerelem három éjszakája                               | ifj. Vidnyánszky Attila | Pesti Színház |
| 2022/2023 | Tennessee Williams                                                                 | Macska a forró bádogtetőn                                  | Valló Péter             | Pesti Színház |
| 2022/2023 | Komán Attila                                                                       | K utazásai                                                 | Gardenö Klaudia         | Házi színpad  |
| 2022/2023 | Czukor Balázs                                                                      | Béranyák                                                   | Czukor Balázs           | Házi színpad  |
| 2023/2024 | Molnár Ferenc                                                                      | Az üvegcipő                                                | Mohácsi János           | Vígszínház    |
| 2023/2024 | Carlo Collodi                                                                      | Pinokkió                                                   | Keresztes Tamás         | Vígszínház    |
| 2023/2024 | Friederich Schiller                                                                | Ármány és szerelem                                         | David Doiasvili         | Vígszínház    |
| 2023/2024 | Hanoch Levin                                                                       | Krum                                                       | Valló Péter             | Pesti Színház |
| 2023/2024 | Peter Shaffer                                                                      | Amadeus                                                    | Hegedűs D. Géza         | Pesti Színház |
| 2023/2024 | Carlo Goldoni                                                                      | A hazug                                                    | Horváth Csaba           | Pesti Színház |
| 2023/2024 | Bornemissza Péter – Móricz Zsigmond                                                | Magyar Elektra                                             | Valló Péter             | Házi színpad  |
| 2023/2024 | Schwajda György                                                                    | Csoda                                                      | Dino Benjamin           | Házi színpad  |
| 2023/2024 |                                                                                    | Szívlapát                                                  |                         | Házi színpad  |
| 2024/2025 | Szigligeti Ede – Vecsei H. Miklós – Vidnyánszky Attila                             | Liliomfi                                                   | ifj. Vidnyánszky Attila | Vígszínház    |
| 2024/2025 | Bodó Viktor & Co.                                                                  | Az ember, aki elvesztette az időt                          | Bodó Viktor             | Vígszínház    |
| 2024/2025 | Jane Austen                                                                        | Büszkeség és balítélet                                     | Valló Péter             | Vígszínház    |
| 2024/2025 | Wéber Kata                                                                         | Egy nő anatómiája                                          | Alföldi Róbert          | Pesti Színház |
| 2024/2025 | Spiró György                                                                       | Az imposztor                                               | Rudolf Péter            | Pesti Színház |
| 2024/2025 | Howard Ashman – Alan Menken                                                        | Rémségek kicsiny boltja                                    | Novák Eszter            | Pesti Színház |
| 2025/2026 | Georg Büchner Leonce és Léna című műve nyomán                                      | @LL3t4rgIA                                                 | ifj. Vidnyánszky Attila | Vígszínház    |
| 2025/2026 | William Shakespeare                                                                | Falstaff                                                   | Valló Péter             | Vígszínház    |
| 2025/2026 | Mary Shelley                                                                       | Frankenstein a modern Prométheusz                          | Hegymegi Máté           | Vígszínház    |
| 2025/2026 | Kincses Réka                                                                       | Madame Tartuffe                                            | Kincses Réka            | Pesti Színház |
| 2025/2026 | Alan Ayckbourn                                                                     | Robotika                                                   | Szabó Máté              | Pesti Színház |
| 2025/2026 | Alexandre Bisson                                                                   | Az államtitkár úr                                          | Máté Gábor              | Pesti Színház |
| 2025/2026 | Pass Andrea                                                                        | Könnyűvel indul                                            | Pass Andrea             | Házi színpad  |
| 2025/2026 | Vinnai András - Nagy Péter István                                                  | Rebbenő pillantások a kihalás pereméről                    | Nagy Péter István       | Házi színpad  |

## Kapcsolódó díjak
- Varsányi Irén-emlékgyűrű
- Ajtay Andor-emlékdíj
- Ruttkai Éva-emlékdíj
- Roboz Imre-díj
- Harsányi Zsolt-díj
- A kiscsillag is csillag díj
- Vígszínház-díj
- Hegedűs Gyula-emlékgyűrű

## Az épület
A Vígszínház 1896-ban, egy év alatt épült fel, a bécsi Fellner és Helmer iroda tervei alapján. Az épület mögött akkoriban még mocsaras terület húzódott. Körülötte szempillantás alatt épült ki a káprázatos századfordulós Budapest, és a polgárság új központja, a Lipótváros, majd az Újlipótváros.
Az épület a késő historizmus jellegzetes alkotása. A városi környezetben a legszembetűnőbb az épület hármas tömegalakítása: magas színpadi traktus, amely magába foglalja a zsinórpadlást, alacsonyabb nézőtéri és egy kupolás-tornyos lefedésű, magas előcsarnokrész. Ezt a megoldást főképpen 1881 után alkalmazták.

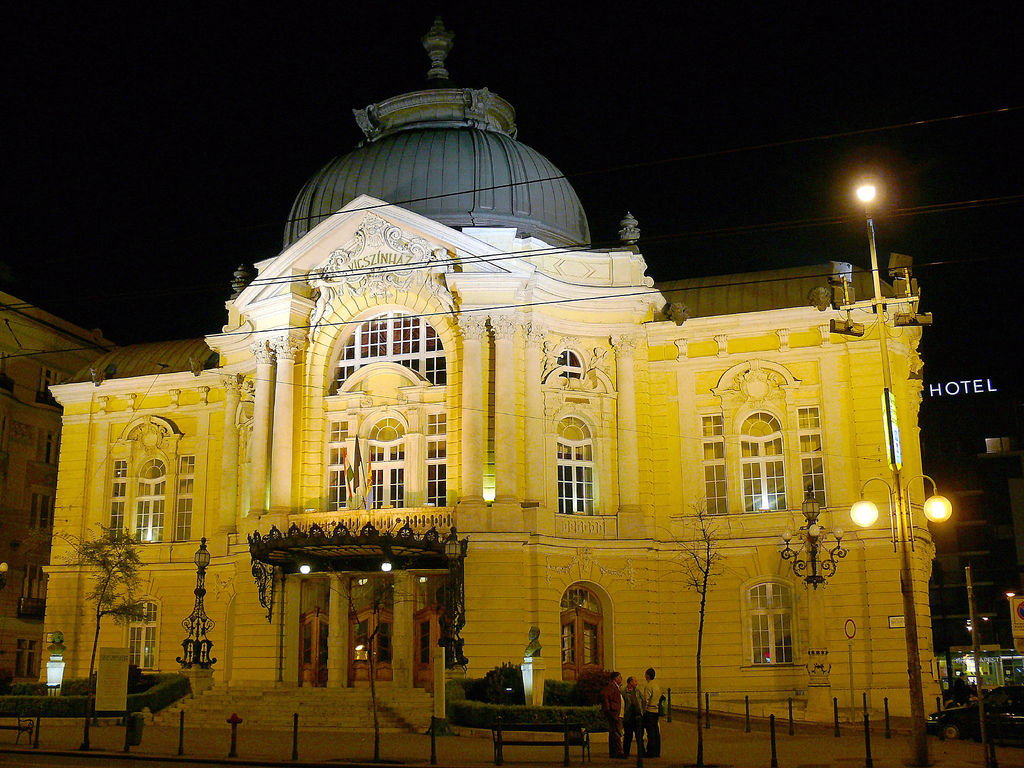
A Vígszínház épülete éjszakai megvilágításban

A tagolt tömegalakításnak megfelelően a homlokzati díszítés is barokkizáló, hangsúlyos kocsifelhajtóval. A nagy méretek, a sok díszítés kétségtelenül ünnepélyességet és emelkedettséget kölcsönöznek a színházaknak, amelyek így felhívják magukra a figyelmet az általában szerényebb épületekből álló városi kontextusban.
A Fellner és Helmer építészpáros a színházépület belsejében is bevezetett egy olyan strukturális megoldást, amely egyrészt megkülönbözteti az épületeiket a korábbi színházaktól, másrészt alkalmas volt a 19. század vége társadalmi reprezentációs igényeinek a kielégítésére. Ez a közönségforgalmi helyek kialakítására vonatkozott. A díszes, bőségesen aranyozott földszinti előcsarnokból sugaras megoldással több lépcső visz a nézőtérre: az első emeletre, a legfontosabb és leggazdagabban díszített páholysorhoz pihenőszintekkel ellátott, központi elhelyezésű lépcsősor vezet, így a pihenők szintjén lehetőség van a sétálgatásra, társalgásra, az első emeleti foyer pedig teret ad az elit társasági életének. Ezáltal a társadalmi hierarchia a színházépületen belül is tökéletesen kifejeződött.
A nézőtér is a hagyományos hármas páholysorral készült. Az oszlopokat kariatidák helyettesítik, s rengeteg az aranyozás, ami szintén növeli az ünnepélyességet, valamint erősíti a belső fényt.
A színházépületet a második világháború utolsó hónapjaiban bombatalálat érte, ezután újra felépítve 1951-ben nyílt meg a Magyar Néphadsereg Színháza néven. Eredeti és ma is használatos nevét csak 1960. szeptember 8-án kapta vissza. Az épület 1974-ben kapott műemléki védettséget.

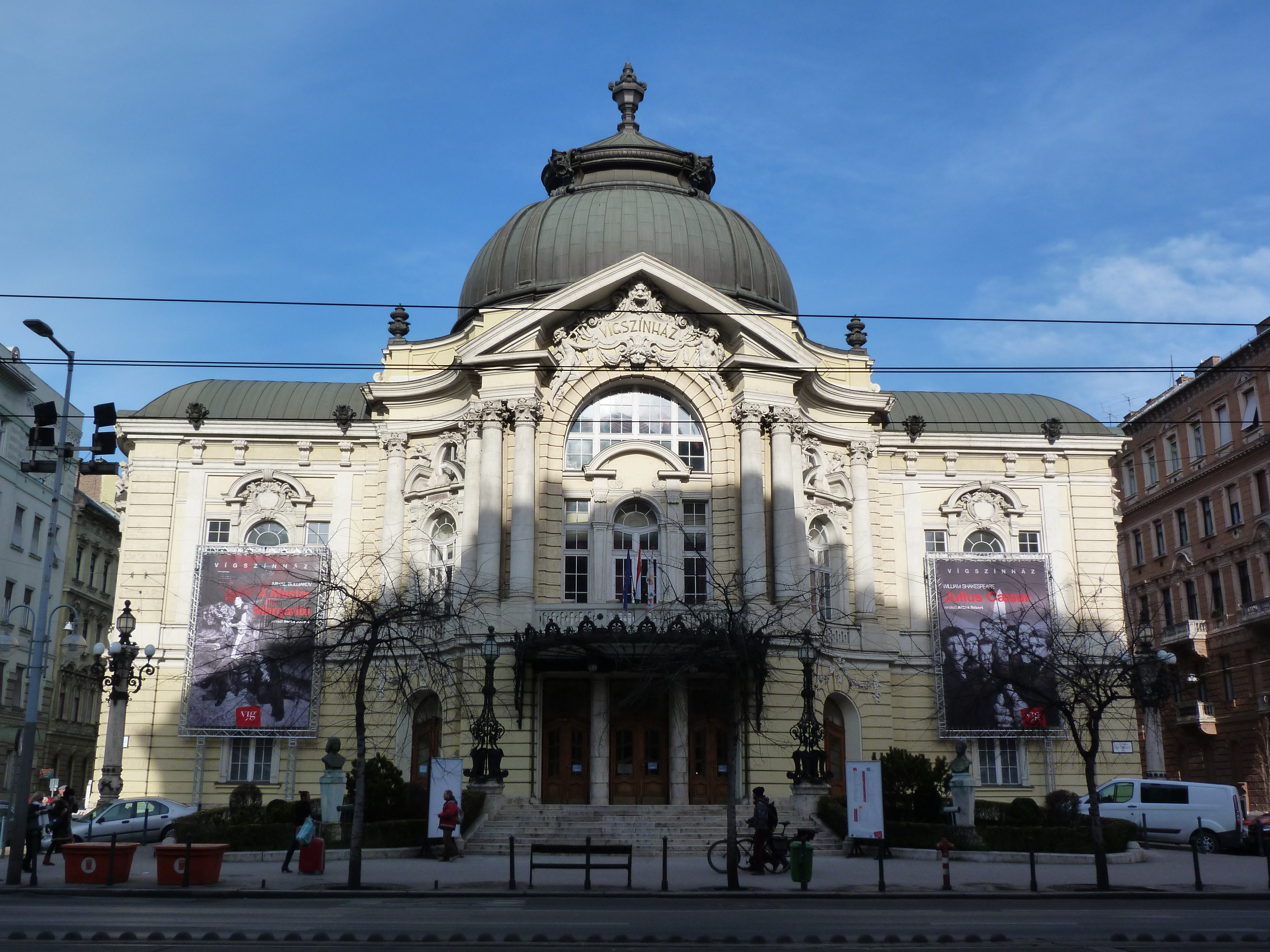
Bulgakov a Vígszínházban – 2015

1992-ben a magyar országgyűlés kétmilliárd forintot hagyott jóvá a Vígszínház rekonstrukciójára. A munkálatokat 1993 tavaszán kezdték el. Ekkor még folytak az előadások. A társulat csak a következő évadot töltötte az épületen kívül, amikor a Nyugati pályaudvar mellett felállított sátorszínházban játszottak. A felújítást Siklós Mária építész (KÖZTI) és Schinagl Gábor belsőépítész vezették. Az átépítés arra irányult, hogy visszaadja a színház századfordulós hangulatát, ezért több helyen ismét páholyokat létesítettek. Újra helyére került a másfél tonnás csillár – amely az eredeti hasonmása. Bár a színháztechnikai eszközök szempontjából a Vígszínház mindig az egyik legkorszerűbbnek számított, az épületben nem volt díszlet- és jelmeztár, sem pedig stúdiószínpad, ezért megnövelték a régi épület hasznos területét. A tervezők U alakban új emeletet illesztettek a színház Pannónia utcai, Vígszínház utcai és Ditrói Mór utcai oldalain lévőkre, illetve beépítették a tetőteret is. A színház tetejét vörösréz lemezzel borították, mely 1994-ben az Év Tetője pályázaton különdíjban részesült. 1994. október 22-én a köztársasági elnök nyitotta meg a színházat.
2013-ban az Új Széchenyi Terv keretében napelemes rendszert telepítettek az épület tetőszerkezetére, jelentős mértékben csökkentve a ház közhálózatról levett villamosenergiájának szükségletét.

## Korábbi neves társulati tagok
- Alföldi Róbert
- Almási Éva
- Anger Zsolt
- Balázs Péter
- Bánsági Ildikó
- Bata Éva
- Béres Ilona
- Blaskó Péter
- Cserna Antal
- Csőre Gábor
- Danis Lídia
- Egri Márta
- Epres Attila
- Ernyey Béla
- Gálffy László
- Görög László
- Hajduk Károly
- Herczeg Adrienn
- Hernádi Judit
- Hevér Gábor
- Járó Zsuzsa
- Józan László
- Kálloy Molnár Péter
- Kamarás Iván
- Kerekes József
- Kolovratnik Krisztián
- Koncz Gábor
- Lengyel Tamás
- Liptai Claudia
- Mészáros Máté
- Pápai Erika
- Pindroch Csaba
- Reviczky Gábor
- Szabó Gabi
- Szarvas József
- Széles Tamás
- Szemenyei János
- Szervét Tibor
- Szilágyi Tibor
- Szombathy Gyula
- Szőcs Artur
- Varju Kálmán
- Vecsei H. Miklós

## Égi társulat
- Ajtay Andor
- Andai Györgyi
- Ágay Irén
- Barta Mária
- Benkő Gyula
- Beregi Oszkár
- Bessenyei Ferenc
- Bilicsi Tivadar
- Bródy Sándor
- Bulla Elma
- Bács Ferenc
- Bánki Zsuzsa
- Bárdi Ödön
- Bárdy György
- Básti Lajos
- Békés Rita
- Börcsök Enikő
- Csákányi László
- Csortos Gyula
- Dajka Margit
- Darvas Iván
- Darvas Lili
- Delli Emma
- Deák Sándor
- Ditrói Mór
- Dávid Kiss Ferenc
- Egri István
- Faludi Gábor
- Faludi Jenő
- Farkas Antal
- Fehér Miklós
- Fenyvesi Emil
- Fonyó József
- Földi Teri
- Gaál Franciska
- Gera Zoltán
- Gesztesi Károly
- Goda Gábor
- Gombaszögi Ella
- Gombaszögi Frida
- Gordon Zsuzsa
- Góth Sándor
- Góthné Kertész Ella
- Gyimesi Pálma
- Haraszti Hermin
- Harkányi Endre
- Harsányi Zsolt
- Hegedűs Gyula
- Hegedűs Tibor
- Heltai Jenő
- Hetényi Pál
- Honthy Hanna
- Horvai István
- Horváth Ferenc
- Hunyady Margit
- Hunyady Sándor
- Jászai Mari
- Jávor Pál
- Jób Dániel
- Kabos Gyula
- Kapás Dezső
- Kaszás Attila
- Kazimir Károly
- Kazán István
- Kenderesi Tibor
- Kozák László
- Kőmíves Sándor, id.
- Kőmíves Sándor, ifj.
- Ladányi Ferenc
- Latinovits Zoltán
- Láng Rudolf
- Lázár Egon
- Lenkei Lajos
- Lénárt István
- Magyar Bálint
- Makay Margit
- Marton Endre
- Marton László
- Mezey Mária
- Miklósy György
- Molnár Ferenc
- Molnár Tibor
- Muráti Lili
- Mádi Szabó Gábor
- Örkény István
- Pap Éva
- Pap Vera
- Páger Antal
- Pálos György
- Pándy Lajos
- Pethes Sándor
- Pécsi Ildikó
- Prókai István
- Rajhona Ádám
- Ráday Imre
- Rátonyi Róbert
- Roboz Imre
- Ruttkai Éva
- Schubert Éva
- Selmeczi Roland
- Sipos András
- Somlay Artúr
- Somló István
- Somogyvári Rudolf
- Sulyok Mária
- Szabó Ernő
- Szabó Sándor
- Szakácsi Sándor
- Szakáts Miklós
- Szatmári István
- Szatmári Liza
- Szendrő József
- Szegedi Erika
- Sándor Iza
- Tahi Tóth László
- Tanai Bella
- Tanay Frigyes
- Tolnay Klári
- Tomanek Nándor
- Tábori Nóra
- Tordy Géza
- Upor Tibor
- Vallai Péter
- Varsányi Irén
- Várkonyi Zoltán
- Várnagy Zoltán
- Verebes Károly
- Venczel Vera
- Zách János